# Lanzadera volante

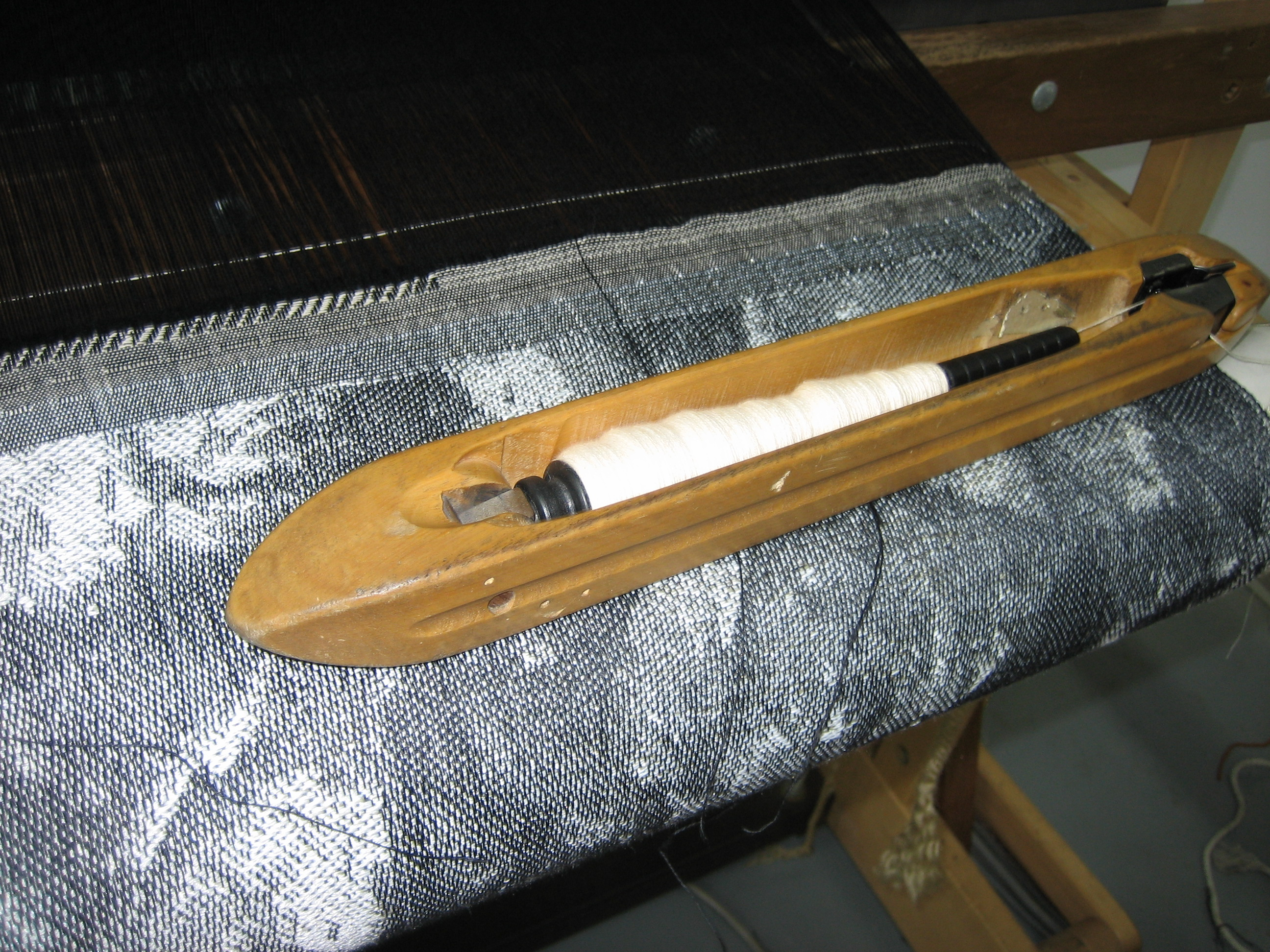
Lanzadera volante

La lanzadera volante, fue creada por John Kay en 1733, fue el primer paso en la mecanización del telar y aumentó significativamente la productividad de los tejedores. Consistía en un mecanismo de palancas que empujaba la lanzadera por una pista, esto posibilitó la fabricación de tejidos más anchos que los que se podrían lograr anteriormente mediante el trabajo manual del brazo humano. La lanzadera volante permitía que la labor de tejido, en la que intervenían dos trabajadores, fuera realizada por uno solo, así como tejer piezas de algodón a mayor velocidad de lo que se podría. 

Lanzadera inventada últimamente para tejer mejor y con más precisión la tela, la sarga de gran anchura, la tela para velas, y en general todos los géneros anchos. Es mucho más ligera que las lanzaderas empleadas hasta ahora, lleva adaptadas cuatro ruedecitas. Pasa a través de los hilos de la trama siguiendo una tabla de unos nueve pies de largo, colocada debajo y fijada al castillo del telar.
Patente de J. Kay (1733).